# Harvey hurrikán (2017)

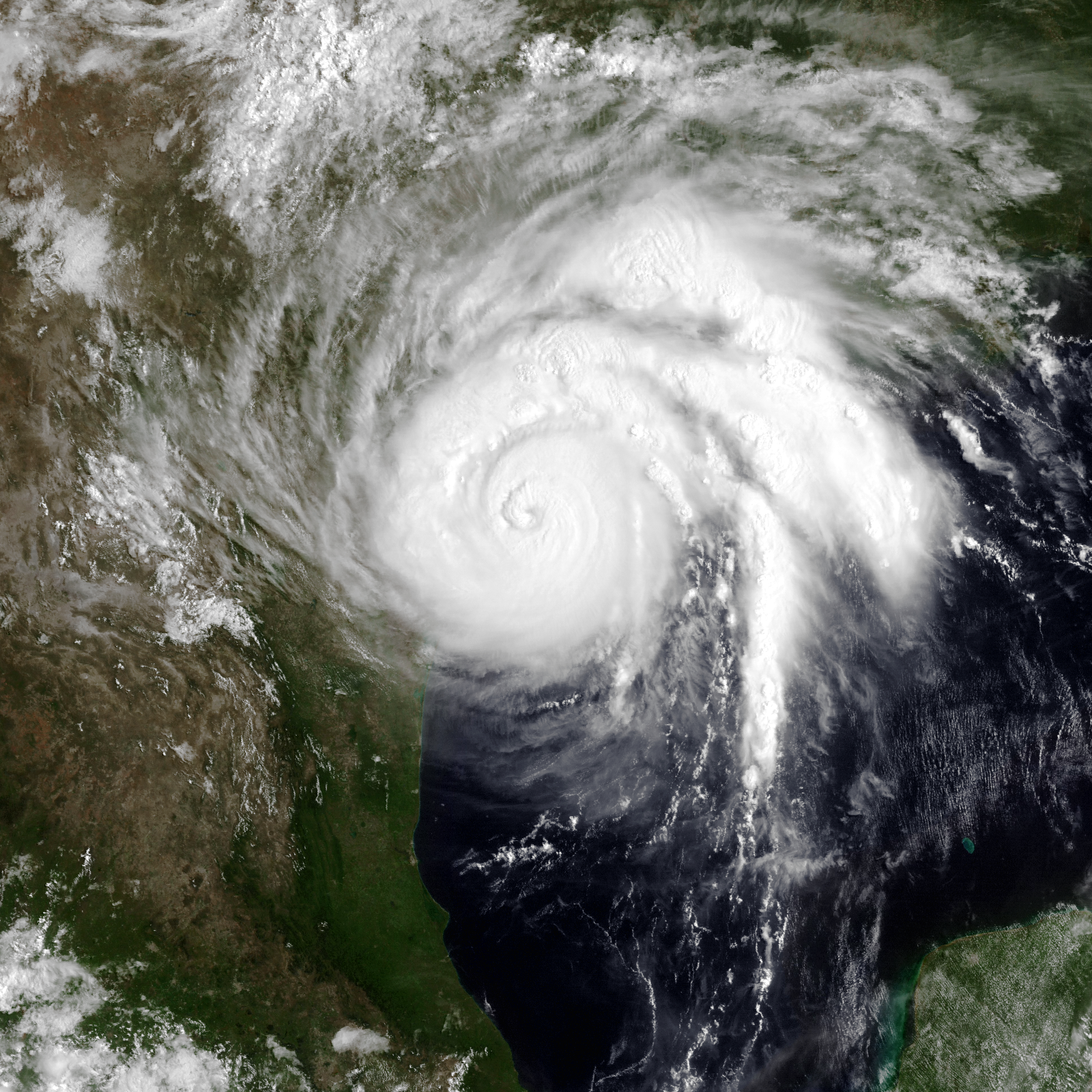
Műholdfelvétel a hurrikánról 2017. augusztus 25-én, röviddel azelőtt, hogy a vihar szeme elérte a texasi partokat.

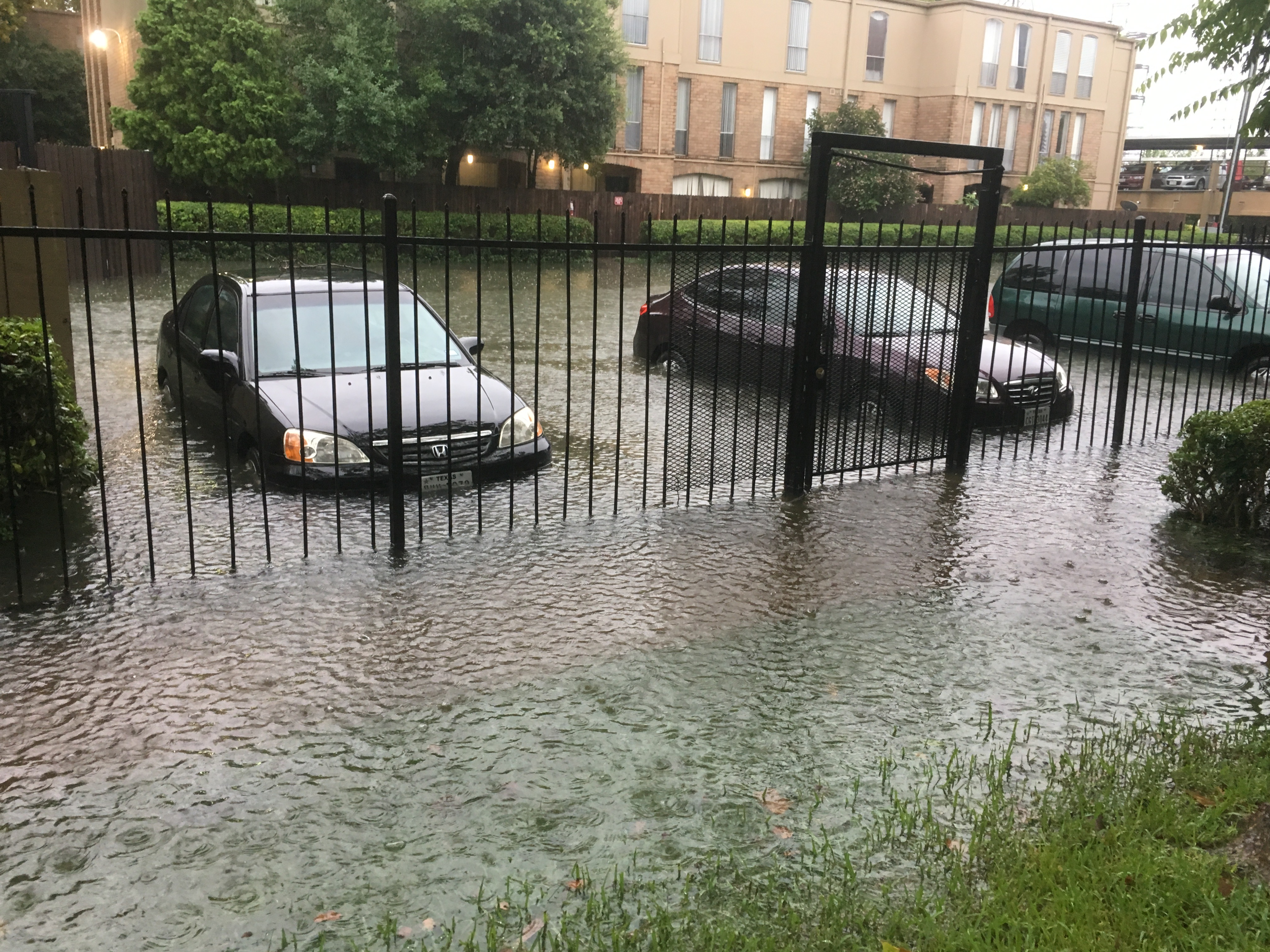
Árvízkárok Houstonban.

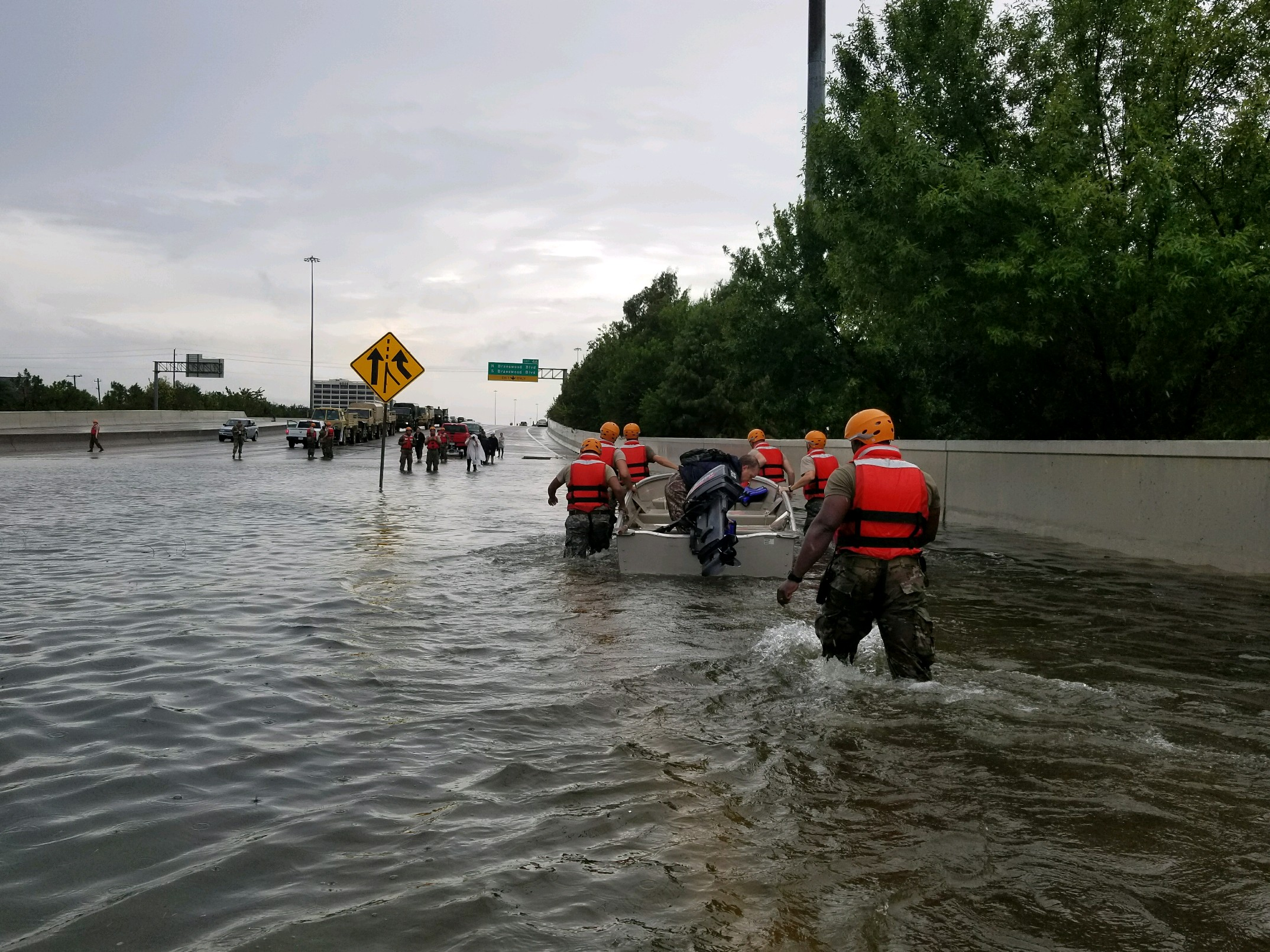
A Texasi Nemzeti Gárda katonái egy houstoni autópálya-felüljárónál.

A Harvey hurrikán négyes erősségű trópusi ciklon volt 2017 augusztusában a Karib-tenger és a Mexikói-öböl térségében. A Katrina mellett a Harvey volt a legköltségesebb hurrikán a világtörténelemben, köszönhetően annak, hogy közvetlen csapást mért a texasi Houston városára. Hatalmas károkat és árvizeket okozva a nagy városban. Az időjárási képződmény a Karib-tenger keleti részén néhány napra trópusi viharrá erősödött, aztán legyengült és kis híján feloszlott, majd hirtelen újra felerősödött és négyes erősségű hurrikánná fejlődött, mielőtt elérte a texasi partokat. Harvey a 2017-es szezon nyolcadik kialakult rendszere, a hetedik névvel ellátott vihara, a harmadik hurrikánja, és legelső jelentősebb ("major") hurrikánja.

## Meteorológiai lefolyás
A trópusi depresszió, a trópusi vihar és a hurrikán fogalmát lásd itt.

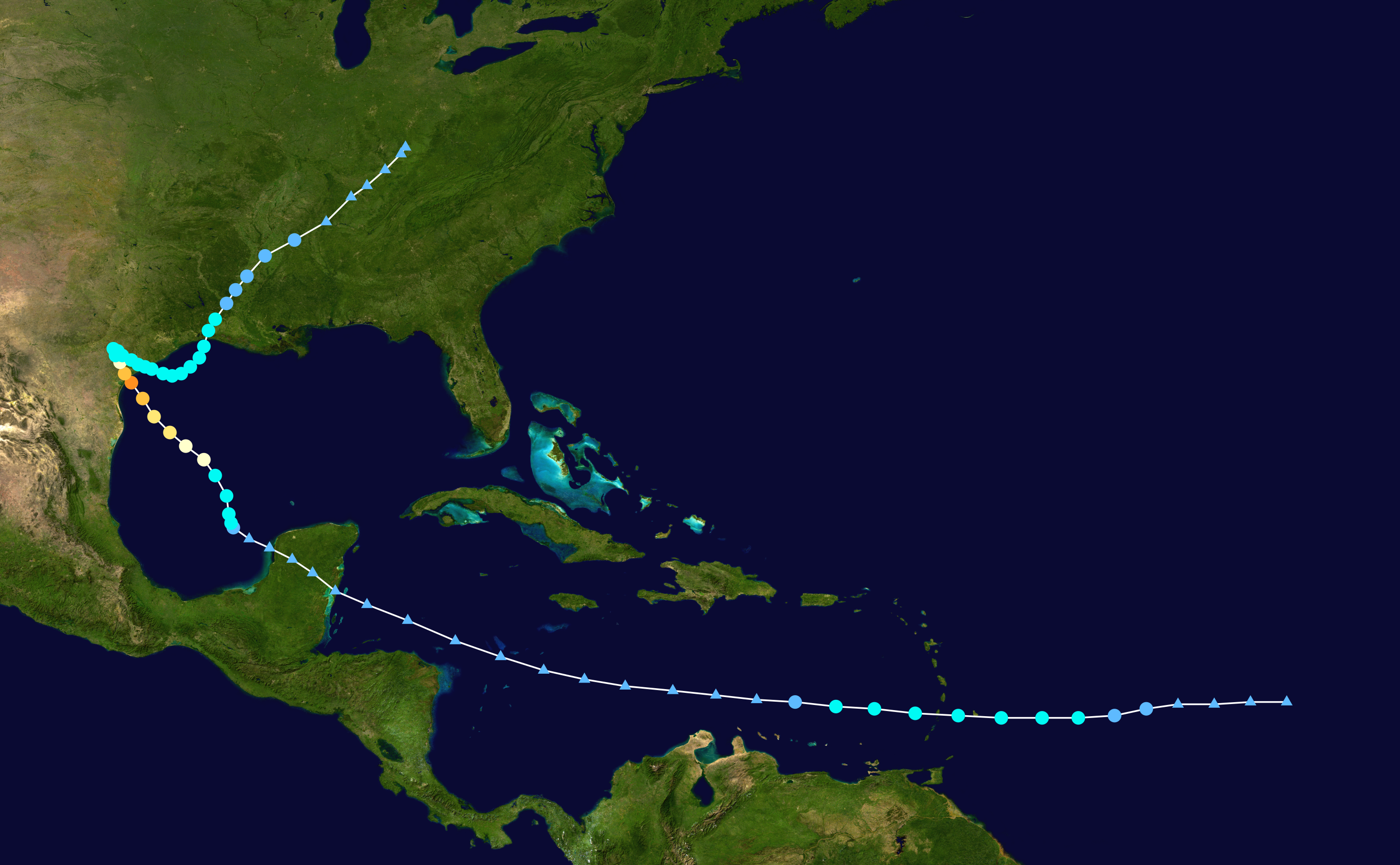
Harvey útja

A hurrikánképződést nyomon követő meteorológusok 2017. augusztus 17-én észlelték, hogy az addig 9-es számú trópusi depresszió néven nyilvántartott időjárási képződményben a szélsebesség elérte a trópusi vihar fokozat alsó határát jelentő 63 km/h-t. A keletkezett trópusi vihar a „Harvey” nevet kapta. A ciklon ezen a ponton Barbadostól 400 kilométerre keletre volt, és 30 km/h sebességgel nyugat felé tartott.
A következő napokban a vihar változatlan sebességgel nyugat felé mozgott, de augusztus 19-re intenzitása csökkent, és feloszlani látszott, miközben nyugat-északnyugat felé fordulva áthaladt a Yucatán-félsziget felett. Augusztus 23-án este azonban az amerikai légierő hurrikánvadász repülőgépe ismét trópusi vihar fokozatú szélerősséget mért a Mexikói-öböl délnyugati térségében. A vihar ezen a ponton északnyugat felé tartott 4 km/h sebességgel.
Másnap, augusztus 24-én délben már hurrikán erősségű szélsebességet (130 km/h) mértek. A ciklon szeme ezen a ponton 17 km/h sebességgel észak-északnyugati irányban mozgott a texasi Houston és Corpus Christi városok felé. A mért minimális légnyomás ekkor 981 millibar volt.
Augusztus 25-én estére a Harvey 4-es fokozatú hurrikánná erősödött. A texasi partoknál 165 km/h sebességű szelet mértek, 193 km/h-s széllökésekkel. A minimális légnyomás a hurrikán magjában 941 millibarra esett.  A vihar magja ezen a ponton 50 km-re volt Corpus Christitől.
A hurrikán helyi idő szerint este 10 óra tájt ért partot Corpus Christi és Houston között. Ekkor 215 km/h-s szélsebességet mértek, és egyes széllökések sebessége ezt is meghaladta. A vihar méretére jellemző, hogy a szem 65 km sugarú körzetében hurrikán erősségű (117 km/h-nál nagyobb sebességű) szél tombolt, és a középponttól 220 km-es távolságban is mértek trópusi vihar erősségű (61 km/h-nál nagyobb sebességű) szelet. A mért minimális légnyomás 938 millibar volt. A Harvey 11 km/h sebességgel északnyugati irányba, a szárazföld belseje felé tartott.
Augusztus 26-án a hajnali órákban a hurrikán 3-as fokozatúvá gyengült, ahogy a rendszer a szárazföld fölé kerülve veszített az energiaellátásából. Reggel 130 km/h-s szelet mértek; a minimális légnyomás 975 millibarra emelkedett. A hurrikán nyomán eközben heves esőzés és vihardagály keletkezett: a texasi Port Lavacánál a hajnali dagály idején 2 méterrel magasabb vízállást mértek az átlagos dagályszintnél. A néhány kilométerre fekvő Victoria városkában 24 óra alatt 417 mm eső esett. Délutánra a Harvey trópusi viharrá gyengült (de még így is 110 km/h-s szélsebességet mértek), a minimális légnyomás 987 millibarra nőtt. A vihar mozgása megtorpant, a mag San Antoniótól 100 km-re délkeletre vesztegelt. A térségben rendkívül heves esőzések voltak.
Augusztus 27-én a  vihar tovább gyengült: a déli órákban a maximális szélsebesség 65 km/h, a minimális légnyomás 1000 millibar volt. Folytatódtak a rendkívül heves esőzések egész délkelet-Texasban.
Augusztus 28-án a trópusi vihar magja újra a nyílt tenger fölé került. Folytatódott a rendkívül heves esőzés. A szélsebesség 65 km/h körül maradt.
Augusztus 29-én a Harvey trópusi vihar centruma ismét partot ért Texas keleti részén, majd másnap tovább haladt Louisiana délnyugati részébe, heves esőzést okozva mindkét államban.
Augusztus 31-re a vihar trópusi depresszióvá gyengült, majd a következő napokban feloszlott.

## Károk és áldozatok

### Kis-Antillák és Dél-Amerika
A Harvey – akkor még trópusi viharként – először a Karib-tenger keleti részén okozott károkat. Barbadoson áram nélkül maradt a sziget teljes lakossága, és a vihar nyomán keletkezett áradás megrongált néhány épületet. Suriname-ban károk keletkeztek néhány épületben, köztük az elnöki palotában is. A szomszédos Guyanában meghalt egy 29 éves nő, akire ráomlott a háza.

### Egyesült Államok
Greg Abbot texasi kormányzó augusztus 23-án rendkívüli állapotot hirdetett ki az állam 30 megyéjére, és kötelező evakuálást rendelt el Calhoun, San Patricio, Refugio, Brazoria, Jackson, Victoria és Matagorda megyék lakosai számára. A hatóságok egyes helyeken azzal adtak nyomatékot az evakuáció fontosságának, hogy felszólították a hátramaradó lakosokat, filctollal írják rá alkarjukra a nevüket és a társadalombiztosítási számukat, hogy a mentőalakulatok számára megkönnyítsék a holttestek azonosítását. John Bel Edwards, Louisiana kormányzója szintén rendkívüli állapotot hirdetett ki. Donald Trump elnök augusztus 25-én, néhány órával a hurrikán partra érése előtt katasztrófa sújtotta övezetnek nyilvánította Texast, lehetővé téve ezzel, hogy az állam a szövetségi költségvetésből forrásokat kapjon a károk elhárítására. Mozgósították a Szövetségi Katasztrófavédelemi Hatóság (FEMA) egységeit is.
A károk és áldozatok első hullámát a tomboló szél okozta. Aransas megyében több épület összedőlt, köztük a helyi repülőtér hangárai. Egy ember meghalt.
A pusztítás második hullámát a rendkívül heves esőzés okozta. Houstonban és környékén 5–700 mm eső esett augusztus 26-27-én, szórványosan pedig 1000–1200 mm csapadék is előfordult. Becslések szerint ezen a két napon mintegy 1,2 milliárd köbméter eső esett délkelet-Texasban. A folyók kiléptek medrükből, Houstont és környékét elöntötte az árvíz. A Texasi Nemzeti Gárda több mint 3000 katonát vezényelt a térségbe, hogy segédkezzenek a mentésben. A következő napokban a Texasi Nemzeti Gárda teljes állományát mozgósították, és más államok nemzeti gárdistáit is Texasba vezényelték. Összesen mintegy 24 000 főt vetettek be.
Augusztus 31-én két robbanás történt Houston közelében az Arkema cég vegyi üzemében. A robbanásokat a cég előre jelezte, ugyanis a gyárat elborító víz miatt le kellett kapcsolni az áramot, így nem működtek a hűtőberendezések sem. Emiatt a környék lakosságát kb. 2,5 km sugarú körben evakuálták. Ugyanezen a napon Donald Trump amerikai elnök bejelentette, hogy magánvagyonából egymillió dollárt adományoz a károk enyhítésére.
Az árvizek ideiglenesen megbénították a Mexikói-öböl-parti nagy olajfinomítók termelését, és a Houstonból az ország északkeleti részébe vezető, Colonial Pipeline nevű, finomított kőolajtermékeket szállító csővezeték is leállt, mivel egy része víz alá került. Ennek hatására a benzinárak gallononként mintegy 50 centtel (20-25 százalékkal) felszöktek. A kieső kőolajtermékek egy részét európai importból pótolták, aminek hatására az olajszállító hajók üzemeltetői által felszámított díjak ideiglenesen megduplázódtak.
Greg Abbott texasi kormányzó szeptember eleji becslése szerint a Harvey hurrikán 150-180 milliárd dolláros kárt okozott, és mintegy 50 ember vesztette életét a mostoha időjárás és az árvíz miatt. Több mint egymillió ember kényszerült elhagyni otthonát, és körülbelül 200 000 lakóház károsodott vagy vált lakhatatlanná. Houstonban, az ország negyedik legnagyobb városában több mint 1300 mm eső esett néhány nap leforgása alatt. Az elsődleges kárenyhítések fedezésére Trump elnök egy 7,85 milliárd dollár rendkívüli segélykeret létrehozását kérte a kongresszustól.